# Gilles Garnier
Gilles Garnier (... – 18 gennaio 1574) è stato un serial killer francese, accusato di essere un lupo mannaro.

## Biografia
Il lupo mannaro di Dole, Gilles Garnier, conduceva una vita da eremita al di fuori della città di Dole nella provincia della Francia. Dopo poco che si era sposato, portò la sua nuova moglie nella sua casa isolata. La moglie, essendo abituata a mangiare bene e molto, creava dei problemi a Garnier, e per questo causò malcontento tra di loro. Durante questo periodo molti bambini scomparvero o furono trovati morti, e le autorità della provincia, emisero un editto per incoraggiare le persone a denunciare, o ad uccidere, nel caso lo avessero visto, il lupo mannaro responsabile. Una sera un gruppo di lavoratori che facevano i pendolari dalla loro città ad un'altra per motivi di lavoro, videro un qualcosa fermo in un cespugli; pensarono fosse il lupo, invece era il corpo di un bambino morto. Poco dopo Giles Garnier fu arrestato.

## Confessione
Secondo la sua testimonianza al processo, in una notte di caccia mentre era nella foresta, cercando di trovare cibo per sé e sua moglie, uno spettro gli apparve e si offrì di alleviare i suoi guai e gli diede un unguento magico, che gli avrebbe permesso di passare dalla forma di uomo a quella di lupo, rendendo più facile la caccia. Garnier confessò di aver inseguito e ucciso almeno quattro bambini di età compresa tra i 9 e 12 anni. Nel mese di ottobre 1572, la sua prima vittima fu una bambina di 10 anni, la quale fu trascinata in una vigna fuori di Dole. Lui la strangolò, gli tolse gli abiti, e mangiò la carne dalle cosce e delle braccia. Quando ebbe finito, gli tolse ancora un po' di carne e la portò a casa dalla moglie. La settimana dopo, Garnier aggredì selvaggiamente un'altra ragazza. Cominciò a morderla e a graffiarla, ma fu interrotto da alcuni passanti e fu costretto a fuggire. La ragazza cedette alle ferite e pochi giorni dopo morì. Nel mese di novembre, Garnier uccise un altro bambino di 10 anni. Ancora una volta lo cannibalizzò, mangiando le sue cosce e il ventre, e gli strappò una gamba, che portò a casa per più tardi. Infine, strangolò un altro ragazzo, ma fu interrotto per la seconda volta da un gruppo di passanti. Dovette abbandonare la sua preda prima di poterla mangiare.
Garnier fu giudicato colpevole di "crimini di licantropia e stregoneria" e venne bruciato sul rogo.